# Замок Варрен
Замок Варрен (англ. Castle Warren, Barnahely Castle,  Castle Ringaskidy) — замок Барнагелі, замок Рінгаскіді — один із замків Ірландії, розташований у графстві Корк, біля селища Каррігалін.

## Історія замку Варрен
Замок Варрен стоїть серед поля біля селища Каррігалін. Перший замок на цьому місці був побудований англо-норманськими феодалами в ХІІІ столітті — феодалом Міло де Коганом. Тоді це замок назвали замком Барнагелі. Потім замок був перебудований в XV—XVI століттях. Цим замком володів тоді архідиякон Монкстауна.
У 1796 році замок придбала аристократична родина Варрен. Вони побудували особняк, використавши при цьому руїни давнього замку. Руїни цього особняка збереглися до сьогодні.
У 1851 році Роберт Варрен продав замок і землі навколо нього і переїхав до графства Слайго. Він був орнітологом і вивчав життя птахів. У 1890 році він опублікав книгу під псевдонімом Ашер Варрен. Помер він у 1915 році. Руїни замку Варрен нині використовуються в якості хліва. Землі підтоплені.